# Abracadabra (스티브 밀러 밴드의 음반)
| 전문가 평가                       | 전문가 평가 |
| 평가 점수                         | 평가 점수   |
| 출처                              | 점수        |
| --------------------------------- | ----------- |
| AllMusic                          | [ 2 ]       |
| The Encyclopedia of Popular Music | [ 3 ]       |
| Rolling Stone                     | [ 4 ]       |

《Abracadabra》는 미국의 록 밴드 스티브 밀러 밴드의 열두 번째 스튜디오 음반이다. 이 음반은 1982년 6월 15일, 캐피틀 레코드에 의해 발매되었다.

## 배경
《Abracadabra》는 독일을 포함하여 9개국에서 차트인을 하였으며, 이 음반은 일주일 동안 1위에 올랐다. 타이틀곡과 〈Cool Magic〉 (빌보드 핫 100에서 57위), 〈Keeps Me Wondering Why〉, 그리고 〈Give It Up〉이 여러 나라에서 음반에 수록된 4개의 싱글이 공개되었으며, 타이틀곡은 팝 차트에서 가장 높은 1위를 차지했다.
밴드의 이전 노력과 달리, 음반의 대부분은 리드 싱어 겸 기타리스트인 스티브 밀러에 의해 작곡되지 않았다. 드러머 게리 맬러버는 자신이 추적자라고 불렸던 다른 밴드(다른 스티브 밀러 밴드의 멤버 존 마사로와 바이런 올레드도 전 멤버인 로니 터너 및 그레그 더글러스와 함께 속해 있음)에서 데모 몇 개를 가져와 음반에 사용하기를 희망했다. 밀러는 결국 모든 데모를 사용하기로 결정했고, 그 결과 맬러버는 인상적인 8개의 공동 작곡 크레딧을 받았다. 한편 밀러는 타이틀곡과 〈Heart Like a Wheel〉 사운드의 〈Give It Up〉 등 두 곡을 직접 프로듀싱했다.

## 곡 목록
| #  | 제목                       | 작사·작곡                          | 재생 시간 |
| -- | -------------------------- | ---------------------------------- | --------- |
| 1. | 〈Keeps Me Wondering Why〉 | 게리 맬러버, 케니 리 루이스        | 3:43      |
| 2. | 〈Abracadabra〉            | 스티브 밀러                        | 5:08      |
| 3. | 〈Something Special〉      | 맬러버, 로니 터너, 그레그 더글러스 | 3:35      |
| 4. | 〈Give It Up〉             | 밀러                               | 3:35      |
| 5. | 〈Never Say No〉           | 맬러버, 존 마사로, 루이스          | 3:37      |

| #   | 제목                   | 작사·작곡              | 재생 시간 |
| --- | ---------------------- | ---------------------- | --------- |
| 6.  | 〈Things I Told You〉  | 맬러버, 마사로         | 3:15      |
| 7.  | 〈Young Girl's Heart〉 | 맬러버, 마사로         | 3:33      |
| 8.  | 〈Goodbye Love〉       | 맬러버, 더글러스, 터너 | 2:53      |
| 9.  | 〈Cool Magic〉         | 맬러버, 루이스         | 4:23      |
| 10. | 〈While I'm Waiting〉  | 맬러버, 마사로         | 3:26      |

## 인증
| 국가                                                  | 인증     | 판매량/출하량 |
| ----------------------------------------------------- | -------- | ------------- |
| 오스트레일리아 (ARIA)                                 | 플래티넘 | 50,000^       |
| 캐나다 (뮤직 캐나다)                                  | 플래티넘 | 100,000^      |
| 홍콩 (IFPI 홍콩)                                      | 골드     | 10,000*       |
| 영국 (BPI)                                            | 실버     | 60,000^       |
| 미국 (RIAA)                                           | 플래티넘 | 1,000,000^    |
| *판매량을 기반으로 한 인증 ^출하량을 기반으로 한 인증 |          |               |